# Строк сплати податку
Строк сплати податку — законодавчо визначений проміжок часу, протягом якого платник податків чи інша зобов’язана особа вправі або зобов’язана самостійно сплатити визначену суму податку до державного або місцевих бюджетів.
Строк сплати податку обчислюється роками, кварталами, місяцями, декадами, тижнями, днями або вказівкою на подію, що повинна настати або відбутися. Строк сплати податку встановлюється для кожного податку окремо. Податок може бути сплачений як після закінчення податкового періоду, так і авансом, а конкретним моментом виникнення обов’язку сплатити податок є день, наступний за днем закінчення податкового періоду, а у випадку, коли сума податку обчислюється податковим органом, і це не пов’язано з порушенням податкового законодавства – день отримання податкового повідомлення про таке нарахування. Момент закінчення строку сплати податку визначається шляхом додавання до граничних строків подання податкової декларації, які залежать від тривалості податкового періоду, десяти календарних днів, наступних за останнім днем відповідного граничного строку подання податкової декларації.
У разі, коли відповідно до Податкового кодексу України або інших законів України контролюючий орган самостійно визначає податкове зобов'язання платника податків з причин, не пов’язаних з порушенням податкового законодавства, такий платник податків зобов’язаний сплатити нараховану суму податкового зобов’язання у строки, визначені в Податковому кодексі, а за їх відсутності – протягом тридцяти календарних днів, що настають за днем отримання податкового повідомлення про таке нарахування.
Строк сплати податку може бути змінений у випадках передбачених Податковим кодексом України. Формами зміни строку сплати податку є розстрочення та відстрочення податкових зобов’язань. Моментом сплати податку, за загальним правилом, вважається момент фактичного зарахування визначеної суми на відповідний рахунок Державного казначейства України.